# 바이오노트
바이오노트(BioNote Inc.)는 대한민국의 동물용 진단 제품 및 바이오 원료 개발 기업이다.

 2024년까지 경구용 콜레라백신 업체 유바이오로직스 지분을 3년에 걸쳐 꾸준히 매입하고 있다

## 상장
2022년 12월 22일에 주관사를 NH투자증권으로 공모가 9,000원(공모가 희망밴드 1만 8000~2만 2000원)에 코스피 시장에 상장하였다.

## 같이 보기
- 에스디바이오센서그룹
- 시크리티스(주)
- 에스디비인베스트먼트(주)
- 에스디바이오센서(주)
- (주)에스디케어
- (주)엠에스코

## 참고문헌
1. ↑  바이오노트 "분자진단 글로벌 사업 가속화, 내년 바베시아증 진단 시약 도입", 비즈니스포스트, 2023-12-08
2. ↑  바이오노트, 대한수의학회 국제학술대회서 글로벌 트렌드 발표, 히트뉴스, 2023.12.08
3. ↑  바이오노트, 글로벌 사업 가속화…대한수의학회 발표, 와우TV, 2023-12-08
4. ↑  신성우, 유바이오 지분 공들이는 바이오노트…투입자금 2200억, 비즈워치, 2024.07.16